# El Moianès i la riera de Muntanyola

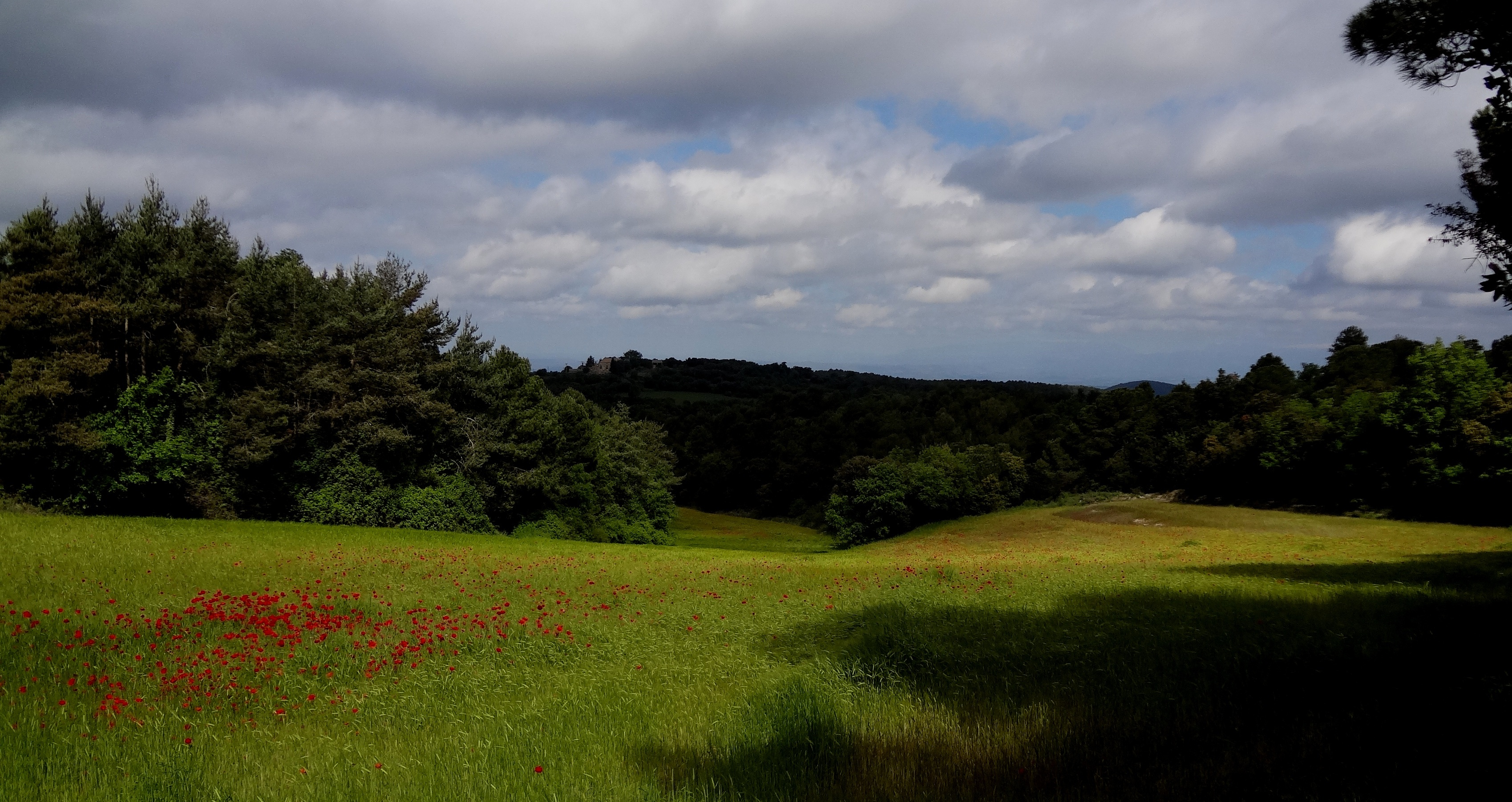
Pla de Vilarjoan, a Moià

L'Espai Natural d'El Moianès i la riera de Muntanyola és un espai que comprèn una àmplia representació dels sistemes naturals i del paisatge de la comarca natural del Moianès, situada en un dels extrems occidentals de l'àrea humida del nord-est de Catalunya, factor que es reflecteix en el seu paisatge. La flora i la vegetació d'aquest espai tenen l'interès de conservar alguns elements submediterranis força rars a la resta del territori català. Conté una bona representació de l'hàbitat propi de les rouredes seques i la seva flora i fauna associada. A nivell faunístic, és un bon representant de la fauna forestal amb influència mediterrània. Cal afegir, a més, la presència de destacades espècies d'interès per a la conservació dels ecosistemes fluvials que travessen l'espai (cranc de riu, llúdriga) i, entre la fauna invertebrada, diverses espècies rares de caràcter ibero-mediterrani. L'interès natural de l'espai es completa amb la presència de diversos punts d'interès geològic, entre els quals els més destacables són el sistema càrstic de les coves del Toll i de les Toixoneres i la zona humida de l'Estany.

## Medi físic

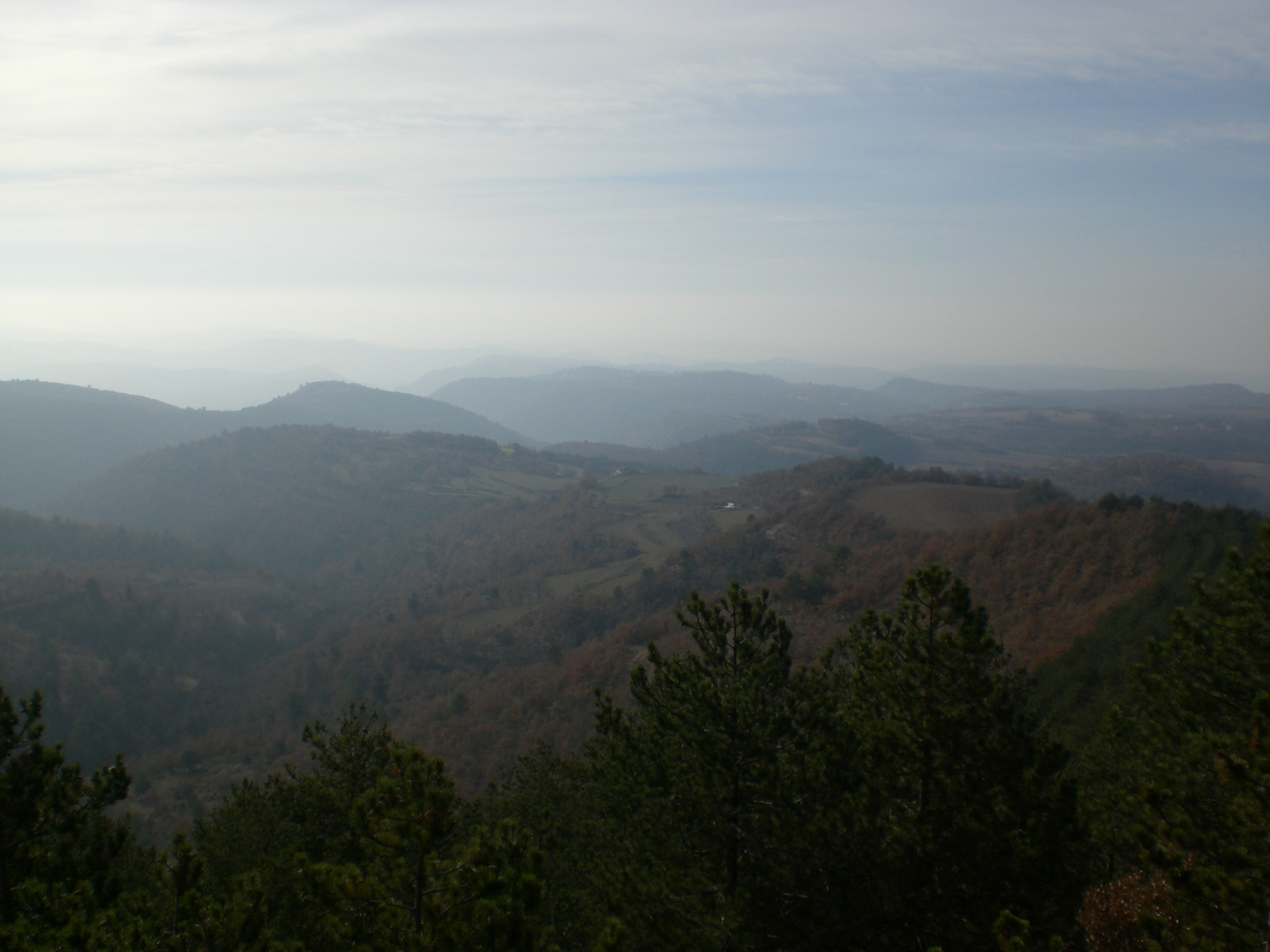
Vista des de Puig Rodó, a Moià

L'Espai abasta un conjunt de relleus calcaris i margosos característics de l'altiplà ondulat del Moianès, que assoleixen una altitud entre els 400 i els 1.000 metres. En aquest territori, hi trobem diferents àrees, com les capçaleres de les rieres d'Oló i del Sec (al nord-oest), Puig Rodó (nord-est), la Morenota (al pla de Moià) i Castellterçol (al sud). Aquestes àrees naturals, encara que gaudeixen de prou trets diferencials, comparteixen moltes característiques que justifiquen el seu tractament unificat dins l'espai natural protegit. Els cursos d'aigua presenten alguns trams en molt bon estat de conservació i són representatius de la zona mitjana de la conca del Llobregat. Són importants les rieres sobre lloses calcàries, pròpies de les capçaleres dels rius de caràcter mediterrani.
- Impactes: En aquest espai els impactes estan relacionats amb processos d'erosió i degradació a conseqüència de les diferents activitats antròpiques. Cal tenir en compte la intrusió d'espècies invasores que afecten la flora i la fauna autòctona: en destaquen el visó americà (Mustela vison) i el cranc de riu americà (Procambrus clarkii).
- Vulnerabilitat natural: Vulnerabilitat de determinades comunitats i espècies de la flora i fauna, atesa la seva raresa.[1]

## Biodiversitat
La funció principal dels espais naturals protegits de Catalunya és conservar mostres representatives de la fauna, la flora i els hàbitats propis del territori, de manera que es puguin desenvolupar els processos ecològics que donen lloc a la biodiversitat (l'àmplia varietat d'ecosistemes i éssers vius: animals, plantes, els seus hàbitats i els seus gens).
La flora i la vegetació predominant és de caràcter submediterrani, amb elements força rars a la resta del territori català. Conté una bona representació de l'hàbitat propi de les rouredes seques i la seva flora i fauna associada. És una zona molt rica en densitat i diversitat de carnívors, d'espècies d'interès per a la conservació dels ecosistemes fluvials que travessen l'espai (cranc de riu, llúdriga) i, entre la fauna invertebrada, diverses espècies rares de caràcter ibero-mediterrani.

### Vegetació i flora

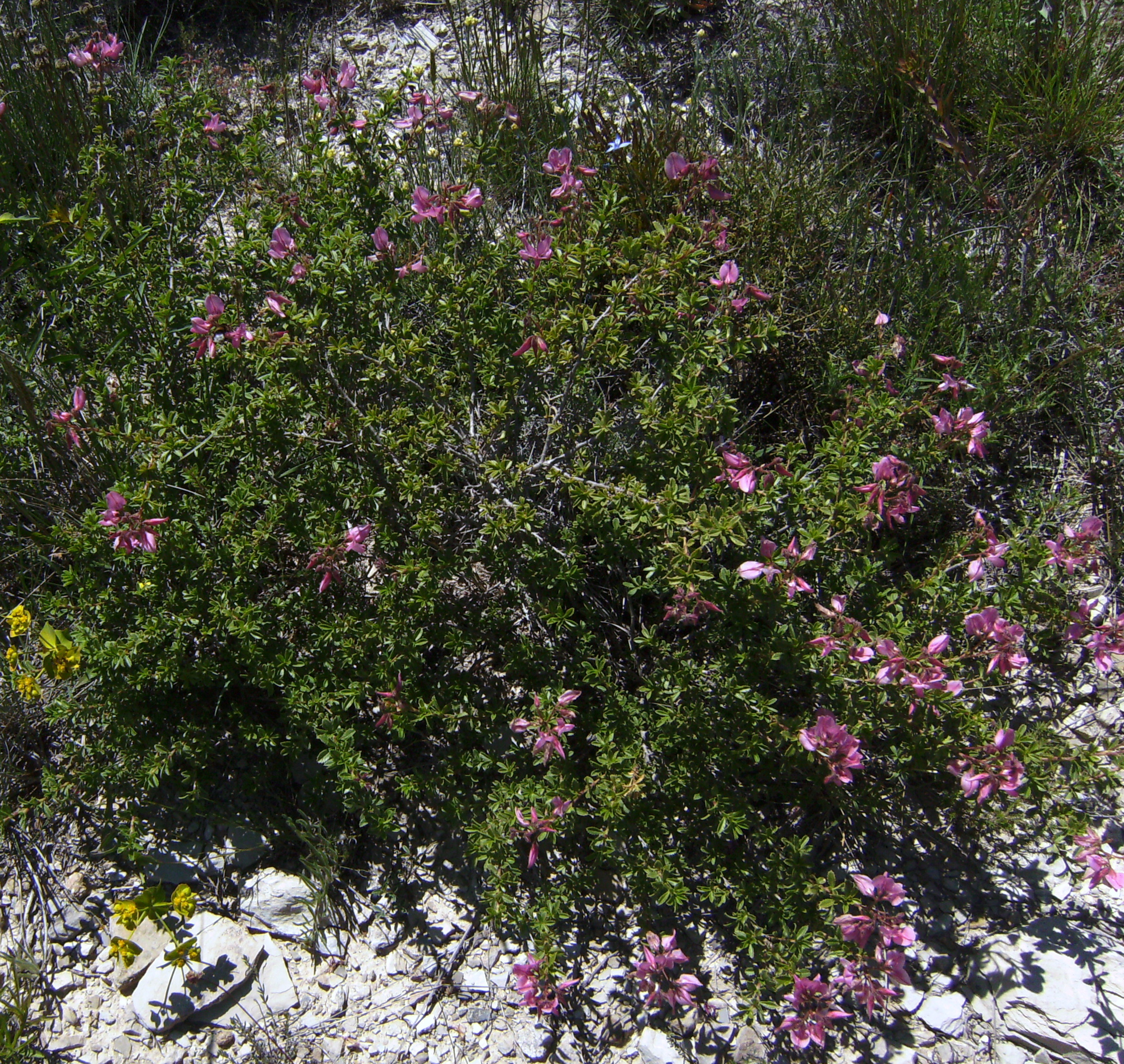
Herba melera (Ononis fruticosa)

L'Espai del Moianès compta amb bona representació de masses forestals d'aquesta comarca, en gran part transformades o substituïdes per conreus. El paisatge actual és un mosaic complex d'usos del territori, en què els boscos mai no formen grans extensions contínues, sinó que s'alternen amb cultius.
La vegetació predominant és de caràcter submediterrani, amb el predomini de les formacions vegetals pròpies del país de la roureda seca de roure martinenc (Buxo-Quercetum pubescentis), conté a més una bona representació de l'hàbitat propi de les rouredes seques i la seva flora i fauna associada. Al sector nord-oest hi ha la roureda de fulla petita (Viafo-Quercetum fagineae). En el paisatge actual les rouredes han estat majoritàriament substituïdes per pinedes secundàries de pi roig (Pinus sylvestris).
Sota aquests boscos predominen les pastures xeromesòfiles de jonça i plantatge mitjà (Plantigini-Aphyllanthetum). Els fenassars, joncedes i bardisses, entre altres formacions, són també freqüents. Als fondals apareixen fragments de boscos de ribera, amb avellanedes i bosquines mixtes de caducifolis. Els alzinars són poc freqüents al conjunt de la zona forestal, substituïts en gran part per extenses garrigues.
La flora presenta l'interès de conservar alguns elements submediterranis força rars a la resta del territori català com, per exemple, l'herba melera (Ononis fruticosa). Apareixen formacions singulars com les brolles de bruc vermell (Ericetum arboreo-cinerae), molt rares a les àrees descalcificades.

### Fauna

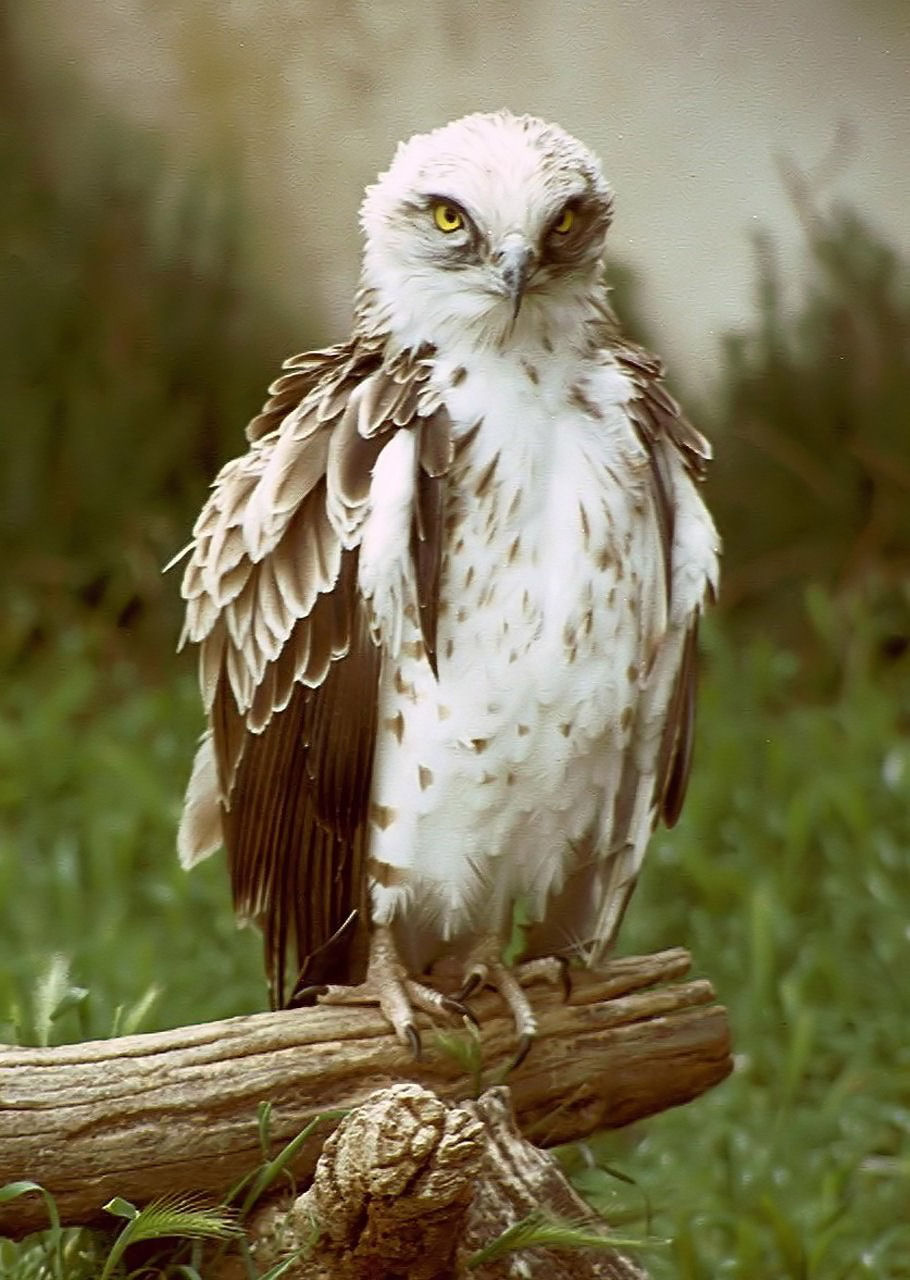
Exemplar d'àguila marcenca (Circaetus gallicus)

Aquest Espai és un bon representant de la fauna forestal, amb una típica influència mediterrània. És una zona molt rica en densitat i diversitat de carnívors: fagina, gorja blanc, guineu, geneta. Entre els ocells, hi ha diverses àrees d'interès per a la cria del duc (Bubo bubo) i l'àliga marcenca (Circaetus gallicus) i una àrea de campeig per a l'àliga cuabarrada (Hieraaetus fasciatus). De la fauna invertebrada, en destaquen diverses singularitats de diferents grups, amb predomini d'elements ibero-mediterranis: els lepidòpters mostren una gran diversitat i algunes espècies rares com Meleageonia daphnis; els heteròpters, molts són reconeguts a la Península Ibèrica: Plagiotylus maculatus, Criocoris piceicorni; i els mol·luscs destaquen per la presència d'espècies xeròfiles com l'endemisme Moitessieria olleri o Xerocrassa murcica.
En els ambients dominats per la roureda de roure martinenc, apareixen espècies d'interès com l'escanyapolls (Lucanus cervus) i la papallona nocturna Eriogaster catax. Als boscos de pi roig hi ha una altra papallona nocturna: la Graellsia isabellae.
A les rieres i torrents que conserven diversos trams en bon estat de conservació, cal ressenyar la presència de la llúdriga (Lutra lutra) i el cranc de riu (Austropotamobius pallipes). També la de diversos peixos autòctons com la bagra comuna (Leuciscus cephalus) o el barb cua-roig (Barbus haasi). En aquests ambients i, en especial, a la zona humida de l'antic estany del municipi de l'Estany, hi ha diversos amfibis: la salamandra (Salamandra salamandra), diverses espècies de gripaus com el tòtil (Alytes obstetricans), la granota verda (Rana perezi) i la reineta (Hyla meridionalis).
Cal tenir en compte la presència d'espècies invasores que afecten tant la flora com a la fauna autòctona: el visó americà (Mustela vison) i el cranc de riu americà (Procambrus clarkii).

## Protecció
L'Espai Natural Protegit del Moianès i la Riera de Muntanyola va ser incorporat al PEIN pel Decret 328/1992, pel qual s'aprovava el PEIN. Posteriorment, va ser ampliat mitjançant el Decret 166/2010, de 9 de novembre, pel qual es va modificar el Pla d'espais d'interès natural (PEIN), aprovat pel Decret 328/1992, en relació amb l'espai del Moianès. Així mateix, mitjançant el Pla especial se'n va fer la delimitació definitiva. Aquest Pla complementa el règim normatiu bàsic de protecció establert pel PEIN amb determinacions específiques per a aquest Espai.

## Economia
A l'Espai, s'hi practiquen diverses activitats socioeconòmiques, des d'aprofitaments silvícoles i ramaders fins a agricultura i usos recreatius. Compta amb carreteres perimetrals, així com pistes forestals i algunes masies i edificacions rurals disperses.